# Arquivo Distrital de Castelo Branco

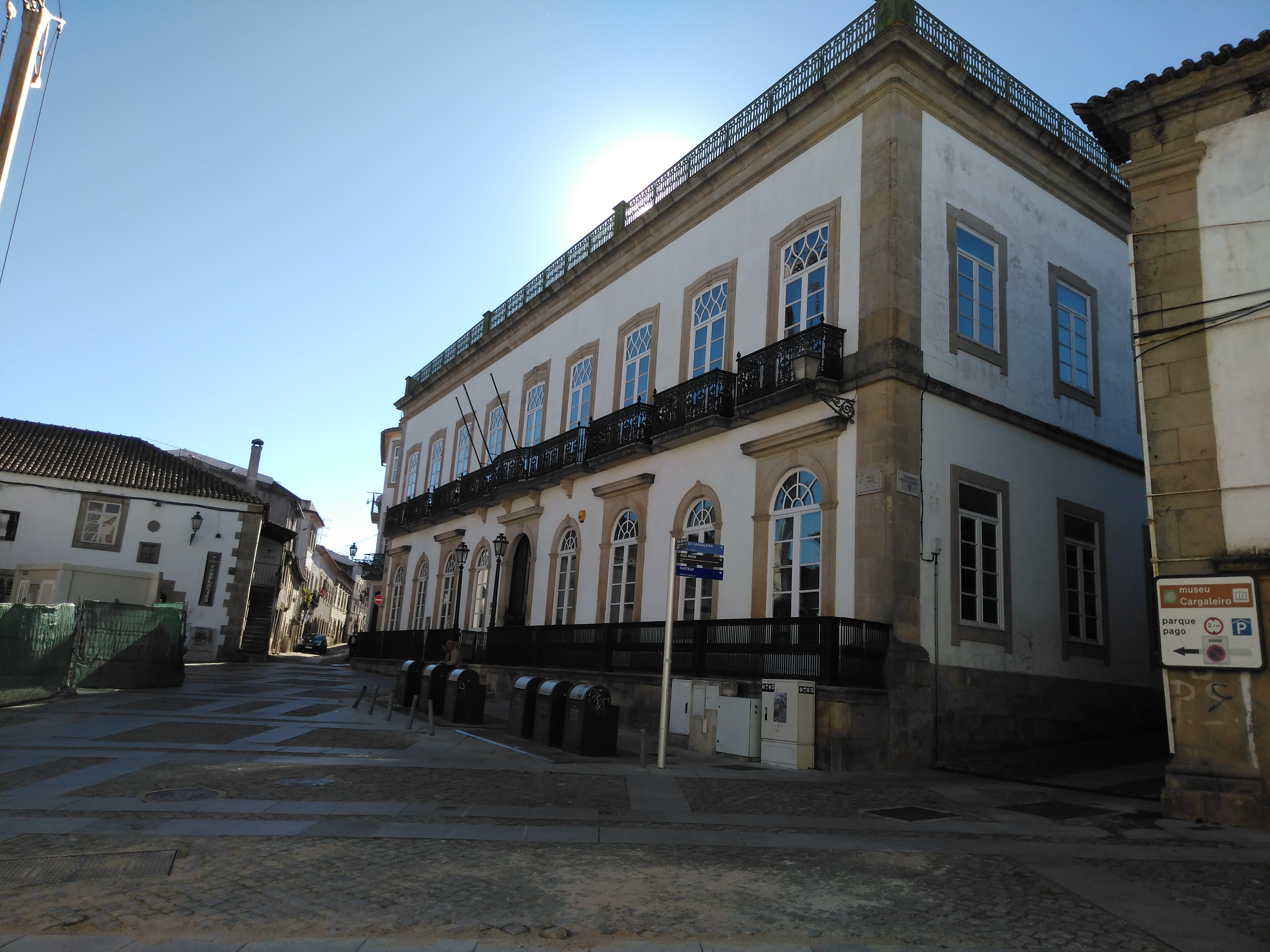
Arquivo Distrital de Castelo Branco

O Arquivo Distrital de Castelo Branco (ADCTB) é um serviço dependente da Direção-Geral do Livro, dos Arquivos e das Bibliotecas (DGLAB).
O Arquivo Distrital encontra-se instalado num palacete seiscentista, a "Casa dos Motas", e foi inaugurado em 1993.
| ID      | Paróquia                  | Concelho            | Freguesia/Localidade actual      | Concelho/Vila data início | Concelho/Vila data fim |
| ------- | ------------------------- | ------------------- | -------------------------------- | ------------------------- | ---------------------- |
| 1049518 | Belmonte                  | Belmonte            | Belmonte                         |                           |                        |
| 1049660 | Caria                     | Belmonte            | Caria                            |                           |                        |
| 1049800 | Inguias                   | Belmonte            | Inguias                          |                           |                        |
| 1049940 | Maçainhas                 | Belmonte            | Maçainhas                        |                           |                        |
| 1050077 | Alcains                   | Castelo Branco      | Alcains                          |                           |                        |
| 1034261 | Almaceda                  | Castelo Branco      | Almaceda                         |                           |                        |
| 1034408 | Benquerenças              | Castelo Branco      | Benquerenças                     |                           |                        |
| 1034555 | Caféde                    | Castelo Branco      | Cafede                           |                           |                        |
| 1034686 | Castelo Branco            | Castelo Branco      | Castelo Branco                   |                           |                        |
| 1034839 | Cebolais de Cima          | Castelo Branco      | Cebolais de Cima                 |                           |                        |
| 1034983 | Escalos de Baixo          | Castelo Branco      | Escalos de Baixo                 |                           |                        |
| 1035128 | Escalos de Cima           | Castelo Branco      | Escalos de Cima                  |                           |                        |
| 1035274 | Freixial do Campo         | Castelo Branco      | Freixial do Campo                |                           |                        |
| 1035418 | Lardosa                   | Castelo Branco      | Lardosa                          |                           |                        |
| 1035563 | Louriçal do Campo         | Castelo Branco      | Louriçal do Campo                |                           |                        |
| 1035710 | Lousa                     | Castelo Branco      | Lousa                            |                           |                        |
| 1035856 | Malpica do Tejo           | Castelo Branco      | Malpica do Tejo                  |                           |                        |
| 1036001 | Mata                      | Castelo Branco      | Mata                             |                           |                        |
| 1036142 | Monforte da Beira         | Castelo Branco      | Monforte da Beira                |                           |                        |
| 1036288 | Ninho do Açor             | Castelo Branco      | Ninho do Açor                    |                           |                        |
| 1036370 | Póvoa de Rio de Moinhos   | Castelo Branco      | Póvoa de Rio de Moinhos          |                           |                        |
| 1036518 | Retaxo                    | Castelo Branco      | Retaxo                           |                           |                        |
| 1036596 | Salgueiro do Campo        | Castelo Branco      | Salgueiro do Campo               |                           |                        |
| 1036741 | São Vicente da Beira      | Castelo Branco      | São Vicente da Beira             |                           |                        |
| 1036886 | Sarzedas                  | Castelo Branco      | Sarzedas                         |                           |                        |
| 1037031 | Sobral do Campo           | Castelo Branco      | Sobral do Campo                  |                           |                        |
| 1037177 | Tinalhas                  | Castelo Branco      | Tinalhas                         |                           |                        |
| 1037316 | Aldeia de Carvalho        | Covilhã             | Vila do Carvalho                 |                           |                        |
| 1037433 | Aldeia de São Francisco   | Covilhã             | Aldeia de São Francisco de Assis |                           |                        |
| 1037567 | Aldeia do Souto           | Covilhã             | Aldeia do Souto                  |                           |                        |
| 1037708 | Barco                     | Covilhã             | Barco                            |                           |                        |
| 1037847 | Boidobra                  | Covilhã             | Boidobra                         |                           |                        |
| 1037985 | Casegas                   | Covilhã             | Casegas                          |                           |                        |
| 1038124 | Conceição (Covilhã)       | Covilhã             | Conceição                        |                           |                        |
| 1038263 | Cortes do Meio            | Covilhã             | Cortes do Meio                   |                           |                        |
| 1038402 | Dominguiso                | Covilhã             | Dominguizo                       |                           |                        |
| 1038540 | Erada                     | Covilhã             | Erada                            |                           |                        |
| 1038679 | Ferro                     | Covilhã             | Ferro                            |                           |                        |
| 1038818 | Orjais                    | Covilhã             | Orjais                           |                           |                        |
| 1038957 | Ourondo                   | Covilhã             | Ourondo                          |                           |                        |
| 1039095 | Paul                      | Covilhã             | Paul                             |                           |                        |
| 1039234 | Pera Boa                  | Covilhã             | Peraboa                          |                           |                        |
| 1039373 | Peso                      | Covilhã             | Peso                             |                           |                        |
| 1039512 | Santa Maria (Covilhã)     | Covilhã             | Santa Maria                      |                           |                        |
| 1039532 | São Jorge da Beira        | Covilhã             | São Jorge da Beira               |                           |                        |
| 1039670 | São Martinho (Covilhã)    | Covilhã             | São Martinho                     |                           |                        |
| 1039812 | São Pedro (Covilhã)       | Covilhã             | São Pedro                        |                           |                        |
| 1039951 | Sarzedo                   | Covilhã             | Sarzedo                          |                           |                        |
| 1040090 | Sobral de S. Miguel       | Covilhã             | Sobral de São Miguel             |                           |                        |
| 1040221 | Teixoso                   | Covilhã             | Teixoso                          |                           |                        |
| 1040360 | Tortosendo                | Covilhã             | Tortosendo                       |                           |                        |
| 1040499 | Unhais da Serra           | Covilhã             | Unhais da Serra                  |                           |                        |
| 1040639 | Vale Formoso              | Covilhã             | Vale Formoso                     |                           |                        |
| 1040778 | Verdelhos                 | Covilhã             | Verdelhos                        |                           |                        |
| 1040917 | Alcaide                   | Fundão              | Alcaide                          |                           |                        |
| 1041054 | Alcaria                   | Fundão              | Alcaria                          |                           |                        |
| 1041151 | Alcongosta                | Fundão              | Alcongosta                       |                           |                        |
| 1041288 | Aldeia de Joanes          | Fundão              | Aldeia de Joanes                 |                           |                        |
| 1041424 | Aldeia Nova do Cabo       | Fundão              | Aldeia Nova do Cabo              |                           |                        |
| 1041560 | Alpedrinha                | Fundão              | Alpedrinha                       |                           |                        |
| 1041698 | Atalaia do Campo          | Fundão              | Atalaia do Campo                 |                           |                        |
| 1041833 | Barroca                   | Fundão              | Barroca                          |                           |                        |
| 1041969 | Bogas de Baixo            | Fundão              | Bogas de Baixo                   |                           |                        |
| 1042101 | Bogas de Cima             | Fundão              | Bogas de Cima                    |                           |                        |
| 1042237 | Capinha                   | Fundão              | Capinha                          |                           |                        |
| 1042378 | Castelejo                 | Fundão              | Castelejo                        |                           |                        |
| 1042515 | Castelo Novo              | Fundão              | Castelo Novo                     |                           |                        |
| 1042652 | Donas                     | Fundão              | Donas                            |                           |                        |
| 1042787 | Escarigo                  | Fundão              | Escarigo                         |                           |                        |
| 1042923 | Fatela                    | Fundão              | Fatela                           |                           |                        |
| 1043061 | Freixial dos Potes        | Fundão              | Telhado                          |                           |                        |
| 1043066 | Fundão                    | Fundão              | Fundão                           |                           |                        |
| 1043209 | Janeiro de Cima           | Fundão              | Janeiro de Cima                  |                           |                        |
| 1034040 | Lavacolhos                | Fundão              | Lavacolhos                       |                           |                        |
| 1043347 | Orca                      | Fundão              | Orca                             |                           |                        |
| 1043483 | Pêro Viseu                | Fundão              | Pero Viseu                       |                           |                        |
| 1043618 | Póvoa da Atalaia          | Fundão              | Póvoa de Atalaia                 |                           |                        |
| 1043755 | Salgueiro                 | Fundão              | Salgueiro                        |                           |                        |
| 1043895 | Silvares                  | Fundão              | Silvares                         |                           |                        |
| 1044032 | Soalheira                 | Fundão              | Soalheira                        |                           |                        |
| 1044220 | Souto da Casa             | Fundão              | Souto da Casa                    |                           |                        |
| 1044352 | Telhado                   | Fundão              | Telhado                          |                           |                        |
| 1044453 | Vale Prazeres             | Fundão              | Vale de Prazeres                 |                           |                        |
| 1044597 | Valverde                  | Fundão              | Valverde                         |                           |                        |
| 1044739 | Zebras                    | Fundão              | Zebras                           |                           |                        |
| 1044877 | Alcafozes                 | Idanha-a-Nova       | Alcafozes                        |                           |                        |
| 1045015 | Aldeia de Santa Margarida | Idanha-a-Nova       | Aldeia de Santa Margarida        |                           |                        |
| 1045155 | Idanha-a-Nova             | Idanha-a-Nova       | Idanha-a-Nova                    |                           |                        |
| 1045296 | Idanha-a-Velha            | Idanha-a-Nova       | Idanha-a-Velha                   |                           |                        |
| 1045422 | Ladoeiro                  | Idanha-a-Nova       | Ladoeiro                         |                           |                        |
| 1045561 | Medelim                   | Idanha-a-Nova       | Medelim                          |                           |                        |
| 1045698 | Monsanto                  | Idanha-a-Nova       | Monsanto                         |                           |                        |
| 1045831 | Oledo                     | Idanha-a-Nova       | Oledo                            |                           |                        |
| 1045969 | Penha Garcia              | Idanha-a-Nova       | Penha Garcia                     |                           |                        |
| 1046107 | Proença-a-Velha           | Idanha-a-Nova       | Proença-a-Velha                  |                           |                        |
| 1046245 | Rosmaninhal               | Idanha-a-Nova       | Rosmaninhal                      |                           |                        |
| 1046385 | Salvaterra do Extremo     | Idanha-a-Nova       | Salvaterra do Extremo            |                           |                        |
| 1046522 | São Miguel d’Acha         | Idanha-a-Nova       | São Miguel de Acha               |                           |                        |
| 1046659 | Segura                    | Idanha-a-Nova       | Segura                           |                           |                        |
| 1046800 | Zebreira                  | Idanha-a-Nova       | Zebreira                         |                           |                        |
| 1046939 | Álvaro                    | Oleiros             | Álvaro                           |                           |                        |
| 1047028 | Amieira                   | Oleiros             | Amieira                          |                           |                        |
| 1047145 | Cambas                    | Oleiros             | Cambas                           |                           |                        |
| 1047200 | Estreito                  | Oleiros             | Estreito                         |                           |                        |
| 1047293 | Isna                      | Oleiros             | Isna                             |                           |                        |
| 1047358 | Madeirã                   | Oleiros             | Madeirã                          |                           |                        |
| 1047401 | Mosteiro                  | Oleiros             | Mosteiro                         |                           |                        |
| 1047412 | Oleiros                   | Oleiros             | Oleiros                          |                           |                        |
| 1047456 | Orvalho                   | Oleiros             | Orvalho                          |                           |                        |
| 1047497 | Sarnadas de São Simão     | Oleiros             | Sarnadas de São Simão            |                           |                        |
| 1047639 | Sobral                    | Oleiros             | Sobral                           |                           |                        |
| 1047724 | Vilar do Barroco          | Oleiros             | Vilar Barroco                    |                           |                        |
| 1047780 | Águas                     | Penamacor           | Águas                            |                           |                        |
| 1047876 | Aldeia de João Pires      | Penamacor           | Aldeia de João Pires             |                           |                        |
| 1048018 | Aldeia do Bispo           | Penamacor           | Aldeia do Bispo                  |                           |                        |
| 1048079 | Aranhas                   | Penamacor           | Aranhas                          |                           |                        |
| 1048133 | Bemposta                  | Penamacor           | Bemposta                         |                           |                        |
| 1048262 | Benquerença               | Penamacor           | Benquerença                      |                           |                        |
| 1048389 | Meimão                    | Penamacor           | Meimão                           |                           |                        |
| 1048459 | Meimoa                    | Penamacor           | Meimoa                           |                           |                        |
| 1048601 | Pedrógão de São Pedro     | Penamacor           | Pedrógão de São Pedro            |                           |                        |
| 1048656 | Penamacor                 | Penamacor           | Penamacor                        |                           |                        |
| 1048790 | Salvador                  | Penamacor           | Salvador                         |                           |                        |
| 1048932 | Vale da Senhora da Póvoa  | Penamacor           | Vale da Senhora da Póvoa         |                           |                        |
| 1049053 | Peral                     | Proença-a-Nova      | Peral                            |                           |                        |
| 1049158 | Proença-a-Nova            | Proença-a-Nova      | Proença-a-Nova                   |                           |                        |
| 1049272 | São Pedro do Esteval      | Proença-a-Nova      | São Pedro do Esteval             |                           |                        |
| 1049377 | Sobreira Formosa          | Proença-a-Nova      | Sobreira Formosa                 |                           |                        |
| 1050222 | Cabeçudo                  | Sertã               | Cabeçudo                         |                           |                        |
| 1050361 | Carvalhal                 | Sertã               | Carvalhal                        |                           |                        |
| 1050376 | Castelo                   | Sertã               | Castelo                          |                           |                        |
| 1050448 | Cernache do Bonjardim     | Sertã               | Cernache do Bonjardim            |                           |                        |
| 1050509 | Cumeada                   | Sertã               | Cumeada                          |                           |                        |
| 1050538 | Ermida                    | Sertã               | Ermida                           |                           |                        |
| 1050552 | Figueiredo                | Sertã               | Figueiredo                       |                           |                        |
| 1050562 | Marmeleiro                | Sertã               | Marmeleiro                       |                           |                        |
| 1050571 | Nesperal                  | Sertã               | Nesperal                         |                           |                        |
| 1050595 | Palhais                   | Sertã               | Palhais                          |                           |                        |
| 1050612 | Pedrógão Pequeno          | Sertã               | Pedrógão Pequeno                 |                           |                        |
| 1050698 | Sertã                     | Sertã               | Sertã                            |                           |                        |
| 1050836 | Troviscal                 | Sertã               | Troviscal                        |                           |                        |
| 1050876 | Várzea dos Cavaleiros     | Sertã               | Várzea dos Cavaleiros            |                           |                        |
| 1050901 | Fundada                   | Vila de Rei         | Fundada                          |                           |                        |
| 1051012 | São João do Peso          | Vila de Rei         | São João do Peso                 |                           |                        |
| 1051154 | Vila de Rei               | Vila de Rei         | Vila de Rei                      |                           |                        |
| 1051299 | Alfrívida                 | Vila Velha de Ródão | Perais                           |                           |                        |
| 1051367 | Fratel                    | Vila Velha de Ródão | Fratel                           |                           |                        |
| 1051510 | Perais                    | Vila Velha de Ródão | Perais                           |                           |                        |
| 1051589 | Sarnadas de Ródão         | Vila Velha de Ródão | Sarnadas de Ródão                |                           |                        |
| 1051732 | Vila Velha de Ródão       | Vila Velha de Ródão | Vila Velha de Ródão              |                           |                        |